# Novák Péter
Novák Péter (Budapest, 1970. július 18. –) Jászai Mari-díjas magyar színész, énekes, szövegíró, zeneszerző, műsorvezető. Foltin Jolán Kossuth-díjas koreográfus és Novák Ferenc („Novák Tata”) koreográfus, rendező, etnográfus fia.

## Pályafutása
1984–1988 között a Cég együttes tagja volt. 1990–91-ben az Aranyláz együttesben játszott. 1993-tól a Holló Színház tagja. 1994-ben megalapította a Kimnowak nevű zenekarát, ami 2003-ig működött. Az együttesnek ő volt a frontembere, zeneszerzője és szövegírója is. Számos színházban szerepelt: a Budapesti Operettszínházban és a Budapesti Kamaraszínházban. Az 1999-ben megjelent Keresztes Ildikó Nem tudod elvenni a kedvem című lemezén a dalok szövegét ő írta, és a Tűnj el c. dalban duettet énekelt Ildikóval. A Megasztár című tehetségkutató műsor 3. évadának zsűritagja volt, továbbá ő szerezte az évad Csillagdalát (Csillagokat látsz). Oláh Ibolya Egy sima, egy fordított című aranylemezén is a dalok többségét ő írta. Szintén szövegíró volt Rúzsa Magdi 2006-os Ördögi angyal című lemezén, valamint a  2008-as Magdi lemezen (Iránytű) a Tűz című dalt ő szerezte és volt a szövegíró is. 2007-től a Beugró műsorvezetője. Az év augusztusától a Kultúrpart kulturális portál kreatív igazgatója.

## Magánélete
2009-ben kötött házasságot Horváth Andreával. Fiai 2007 szeptemberében és 2010 novemberében születtek. 2017 márciusában vált el.

## Diszkográfia

### Kimnowak
- 1994: Tűz van, babám!
- 1995: Fekete zaj
- 1997: Ég és föld
- 1997: Utcazene
- 1999: Lepkegyűjtő
- 2001: Tartós slágerek
- 2003: A ház

### Közreműködik
| Év   | Album                                                                  | Dal                 |
| ---- | ---------------------------------------------------------------------- | ------------------- |
| 1996 | Best of szerelem                                                       | Gyémánt             |
| 1998 | Képzelt riport / Válogatás (az 1973. évi bemutató 25-ik évfordulójára) | Vinnélek vinnélek   |
| 1999 | Keresztes Ildikó: Nem tudod elvenni a kedvem                           | Tűnj el             |
| 1999 | Aranyág: Ártatlan világ                                                | Gyémánt             |
| 2000 | Cserhalmi György – Novák Péter: Eklektikon                             |                     |
| 2002 | Amstel Jam és barátai                                                  | Honky Tonk Woman    |
| 2002 | A zeneszerző 3. – Szerelmes dalok (Presser Gábor)                      | Vinnélek vinnélek   |
| 2004 | Oláh Ibolya: Egy sima, egy fordított                                   | Majd elfújja a szél |
| 2004 | Pop líra                                                               | Gyémánt             |
| 2005 | Roy & Ádám: Fullánk                                                    | Nézz és láss        |
| 2005 | Vallomás – Legszebb szerelmes dalok (2 CD)                             | Gyémánt             |
| 2006 | Álomsláger                                                             | Gyémánt             |
| 2006 | Nagy szerelmes lemez                                                   | Gyémánt             |
| 2006 | Rock – A Legjobbaktól                                                  | Tűz van babám       |
| 2007 | Holiday – A legnagyobb hazai nyári slágerek (Válogatás)                | Hol van az a nyár?  |
| 2008 | Juventus Summer Hits 2008                                              | Hol van az a nyár?  |

## Műsorok, szereplései
- Reggeli (RTL Klub)
- BÁR (Viasat, reality show)- műsorvezető
- Sziget TV
- Megasztár 3
- Megatánc
- Strucc
- Beugró (műsorvezető)
- A cég hangja (Viasat3) – zsűri tag
- A Társulat (M1)
- Fölszállott a páva 2012 (Duna)
- Fölszállott a páva 2014

## Színházi szerepei
| Darab                                       | Szerep                                                | Színház                                | Bemutató            |
| ------------------------------------------- | ----------------------------------------------------- | -------------------------------------- | ------------------- |
| A csókos asszony                            | Dorozsmay István                                      | Pécsi Nemzeti Színház                  | 2004. október 8.    |
| Bangkoki punkok                             | Milan                                                 | Merlin                                 | 2004. december 21.  |
| D.J. avagy az Istentagadó büntetése         | D. J., szenvedélyes és homályos életvitelű főúri sarj | Zsámbéki Színházi és Művészeti Bázis   | 2005. augusztus 19. |
| Dózsa – Tánckrónika Dózsa György tetteiről  | Dózsa György                                          | Művészetek Palotája, Fesztivál Színház | 2011. május 25.     |
| Drakula utolsó tánca                        | N/A                                                   | Magyar Nemzeti Táncegyüttes            | 2016. július 8.     |
| István, a király                            | Torda                                                 | Szegedi Szabadtéri Játékok             | 2013. augusztus 17. |
| István, a király                            | Torda                                                 | Csíksomlyó                             | 2003. július 5.     |
| Jézus Krisztus szupersztár                  | Júdás                                                 | Veszprémi Petőfi Színház               | 2001. november 9.   |
| Képzelt riport egy amerikai popfesztiválról | Manuel                                                | Veszprémi Petőfi Színház               | 1999. október 9.    |
| Kőműves Kelemen                             | Boldizsár                                             | Vörösmarty Színház                     |                     |
| Tótferi                                     | Bénga                                                 | Bárka Színház                          | 2000. március 19.   |
| Világvevő                                   |                                                       | Bárka Színház                          | 2000. január 21.    |
| West Side Story                             | Bernardo, vezér                                       | Veszprémi Petőfi Színház               | 2002. október 4.    |
| Egri csillagok                              | Bornemissza Gergely                                   | Margitszigeti Szabadtéri Színpad       | 1997                |

### Rendezései
- Presser Gábor: Magyar Carmen – Honvéd Színház
- Mozart: A varázsfuvola – HOPPart Társulat
- Foltin Jolán – Novák Péter: Tititá – Nemzeti Táncszínház
- Kiss Ferenc: Nagyvárosi bújdosók
- Weöres Sándor Rockandroll – Művészetek Palotája
- Kolozsvári Magyar Opera: Báthory című musical koreográfus
- Kolozsvári Magyar Opera – Mozart: Figaro házassága rendező
- István, a király – Városliget

## Díjai
- Arany Zsiráf Díj 1995: év hazai felfedezettje (Tűz van babám)
- Radio France-díj legígéretesebb közép-kelet európai formáció (1995)
- 1996: év hangfelvétele (Fekete zaj)
- Huszka Jenő-díj (1998)
- A Magyar Köztársasági Érdemrend lovagkeresztje (2004)
- Jászai Mari-díj (2025)[2]